# Támadás a Fehér Ház ellen
A Támadás a Fehér Ház ellen (eredeti cím: Olympus Has Fallen) 2013-ban bemutatott amerikai akcióthriller, melynek rendezője és koproducere Antoine Fuqua. A főbb szerepekben (a produceri feladatkört is ellátó) Gerard Butler, Aaron Eckhart, Morgan Freeman, Angela Bassett, Robert Forster, Cole Hauser, Ashley Judd, Melissa Leo, Dylan McDermott, Radha Mitchell és Rick Yune látható.
A film egy Észak-Korea által irányított terrortámadásról szól, ami a Fehér Házat veszi célba. Mike Banning titkosszolgálati ügynök próbálja megállítani a támadókat.
Az Amerikai Egyesült Államokban 2013. március 22-én mutatták be. Bár kritikai fogadtatása vegyes volt, a 70 millió dolláros költségvetésével szemben több mint 170 millió dollárt tudott termelni. 2013-ban egy további, szintén a Fehér Ház elleni terrortámadással foglalkozó film is megjelent, Az elnök végveszélyben címmel.
Folytatása 2016-ban került a mozikba Támadás a Fehér Ház ellen 2. – London ostroma címmel. A harmadik, a Támadás a Fehér Ház ellen 3. – A védangyal bukása című filmet 2019-ben mutatták be.

## Cselekmény
Mike Banning titkosszolgálati ügynököt (Gerard Butler), az elnök személyes védelmét ellátó csoport vezetőjét eltávolítják a szolgálattól. Az ok: egy karácsonyi jótékonysági est fogadására tartva az elnöki autókonvoj – állattal történt ütközés következtében – balesetet szenved a sűrű hóesésben egy közúti hídon. Banning (elsődleges feladata az elnök védelme minden körülmények között) megmenti az elnököt, de a first lady a jeges folyóba zuhan és meghal. Az ügynök saját magát hibáztatja az eset miatt, irodai szolgálatra küldik. Amikor a washingtoni Fehér Házat közvetlen támadás éri, úgy dönt, hogy meg kell védenie az amerikai elnököt (Aaron Eckhart) és annak fiát. Hamarosan kiderül, hogy egy Észak-Korea által irányított terrorista akcióról van szó: azt követelik az elnöktől, adja át az amerikai atomtöltetek önmegsemmisítő kódjait, hogy azokat kilövés nélkül a silóban felrobbantva radioaktív pusztasággá változtassák Amerikát.

## Szereplők
| Szerep                                | Színész         | Magyar hang     |
| ------------------------------------- | --------------- | --------------- |
| Mike Banning ügynök                   | Gerard Butler   | Kőszegi Ákos    |
| Benjamin Asher amerikai elnök         | Aaron Eckhart   | Epres Attila    |
| Allan Trumbull képviselőházi elnök    | Morgan Freeman  | Helyey László   |
| Kang Yeonsak                          | Rick Yune       | Welker Gábor    |
| Lynne Jacobs                          | Angela Bassett  | Kocsis Mariann  |
| Edward Clegg tábornok                 | Robert Forster  | Tolnai Miklós   |
| Roma ügynök                           | Cole Hauser     | Dózsa Zoltán    |
| Connor Asher                          | Finley Jacobsen | Gerő Bence      |
| Margaret Asher first lady             | Ashley Judd     | Varga Klári     |
| Ruth McMillan védelmi miniszter       | Melissa Leo     | Csere Ágnes     |
| Dave Forbes                           | Dylan McDermott | Bozsó Péter     |
| Leah Banning                          | Radha Mitchell  | Szávai Viktória |
| Ray Monroe                            | Sean O'Bryan    | Rába Roland     |
| O'Neil ügynök                         | Lance Broadway  |                 |
| Jones ügynök                          | Tory Kittles    |                 |
| Lee Tae-Woo dél-koreai miniszterelnök | Keong Sim       |                 |
| Charlie Rodriguez alelnök             | Phil Austin     | Holl Nándor     |
| Nathan Hoenig admirális               | James Ingersoll | Uri István      |
| Diaz ügynök                           | Freddy Bosche   |                 |
| Cho                                   | Kevin Moon      |                 |
| Lim                                   | Malana Lea      |                 |
| Yu                                    | Sam Medina      |                 |

## A film zenéje
Az összes szám szerzője Trevor Morris.
| 1.      | Land of the Free                              | 1:40  |
| 2.      | The Full Package / Snowy Car Talk             | 2:00  |
| 3.      | Stage Coach Crashes / Death of the First Lady | 2:38  |
| 4.      | Rocky Road Ice Cream                          | 1:14  |
| 5.      | White House: Air Attack                       | 7:08  |
| 6.      | White House: Ground Attack                    | 10:02 |
| 7.      | Olympus Has Fallen                            | 1:59  |
| 8.      | P.E.O.C. Incarceration                        | 2:20  |
| 9.      | Banning Steps Into Action                     | 1:39  |
| 10.     | Triage                                        | 0:52  |
| 11.     | Banning Gathers Intelligence                  | 5:10  |
| 12.     | Hunting Banning                               | 2:03  |
| 13.     | He’s in the Walls                             | 1:07  |
| 14.     | Saving Spark Plug                             | 3:51  |
| 15.     | Breaking Madame Secretary                     | 2:49  |
| 16.     | How Do You Know Kang’s Name?                  | 2:15  |
| 17.     | Any Regrets                                   | 1:11  |
| 18.     | S.E.A.L. Helicopter Incursion                 | 4:45  |
| 19.     | Walking the Plank                             | 3:09  |
| 20.     | Pulling the Fleet                             | 1:22  |
| 21.     | Mano e Mano                                   | 2:13  |
| 22.     | Stopping Cerberus                             | 2:24  |
| 23.     | Day Break / We Will Rise                      | 5:05  |
| 1:06:56 |                                               |       |